# Staples Inc.

A Staples Inc. foi fundada em 1986 e é a maior rede mundial de lojas para escritórios, com mais de duas mil lojas em 27 países. A empresa tem sede na cidade de Framingham, em Massachusetts. Seu catálogo e entregas abrangem, além dos EUA, Alemanha, Argentina (com o nome Officenet), Áustria, Brasil, Canadá (como Staples mesmo, sendo que em Quebec o nome é Bureau En Gros), China, Dinamarca, França, Índia, Itália, Portugal e Reino Unido.

## Staples no Brasil
A Staples Brasil, uma das maiores empresas fornecedoras de materiais de papelaria e escritório, atua desde 2004 no Brasil através da compra da empresa Officenet. Em 2010 mudou o nome para Staples. Com cerca de 300 funcionários e uma carteira de mais de 65.000 clientes, a empresa foi adquirida pelo grupo americano  Staples em 2005.
A Staples, Inc. inventou o conceito de mega lojas e hoje é a maior empresa de produtos para escritório do mundo. Com mais de 91.000 funcionários, a empresa está comprometida em trazer facilidade para a aquisição de um amplo portefólio de produtos, incluindo insumos, tecnologia e móveis. Em 2007, a companhia alcançou US$27 bilhões. A Staples atende consumidores e negócios alcançando residências e empresas pertencentes ao Ranking Fortune 500 em 26 países: nos Estados Unidos e países da América do Sul, Europa e Ásia. Sediada em Boston, E.U.A, a Staples opera mais de 2.000 lojas e atende clientes online, por catálogo, e-commerce e contratos corporativos.

## Curiosidades
A empresa endossa o ginásio Staples Center, complexo esportivo e de eventos no estado de Los Angeles, Califórnia , EUA. Único ginásio a sedear jogos de cinco equipes esportivas profissionais nos Estados Unidos.
O contrato de naming rights vitalício com a arena é o único no  mundo deste tipo.